# Kosmonova
Kosmonova, właściwie Michael Nehrig (ur. 1970 w Krefeld) – niemiecki kompozytor muzyki elektronicznej trance i DJ. Znany również jako DJ Planet i DJ Tyson, czasem występuje też pod prawdziwym nazwiskiem.
Debiutował wydając w 1996 singel Raumpatrouille. W tym też roku spotkał producenta Jana Vervloeta, po czym zdecydował się na współpracę z nim. Wydana płyta Supernova (1998) przyniosła muzykowi międzynarodowy rozgłos. Najpopularniejszym utworem była „Ayla”, skomponowana przez niemieckiego producenta Dj Tandu, który to wcześniej wydał utwór pod projektem o tej samej nazwie „Ayla”. Jednak to Kosmonova spopularyzował utwór, następstwem czego był rozgłos oryginału.
Oprócz wspomnianej płyty ma na koncie liczne single – Raumpatrolle, Ayla, Take Me Away, Singin’ In My Mind z wokalistką Tanią Evans znaną z grupy Culture Beat z okresu najwyższej popularności, Dance Avec Moi, Discover The World, The Day Dream (z C-Starr), Celebrate (z Fiocco), Sometimes – to te najbardziej znane, oraz dużą liczbę oficjalnych remiksów mi: On Y Va (Beam & Yanou), House Trip (House Trip), Viva The Love (Ayleen) In My Dreams (Noe) i liczne gościnne występy oraz udziały w składankach.